# Gare d’Onzain
Gare d’Onzain vasútállomás Franciaországban, Onzain településen.

## Vasútvonalak
Az állomást az alábbi vasútvonalak érintik:
- Párizs–Bordeaux-vasútvonal

## Kapcsolódó állomások
A vasútállomáshoz az alábbi állomások vannak a legközelebb:
- Gare de Chouzy (Paris Gare d’Austerlitz, Párizs–Bordeaux-vasútvonal)
- Gare de Veuves - Monteaux (Gare de Bordeaux-Saint-Jean, Párizs–Bordeaux-vasútvonal)